# 上杉謙信女性説

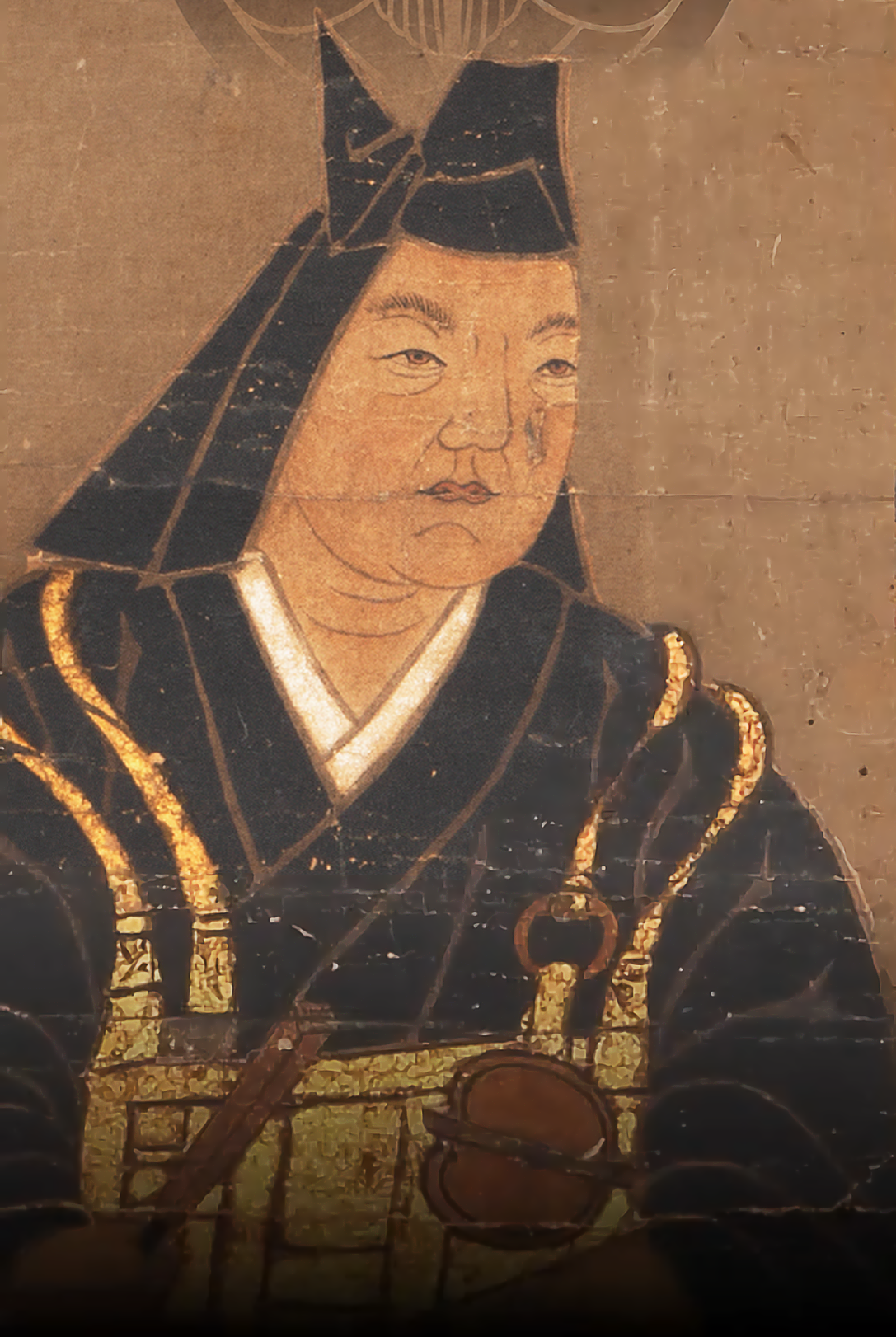
上杉謙信

上杉謙信女性説（うえすぎけんしんじょせいせつ）は、小説家八切止夫が昭和43年（1968年）に提唱したとされる、越後国の戦国大名上杉謙信が実は女性であったのではないかとする仮説である。八切説自体については、この説の先鞭をつけたというだけで特に歴史的新発見があるわけでもなく、所々で創作に近いと思われるような表現も見受けられる。どちらかというと女性説を反証するためのレトリックとして使われる傾向があるが、八切説は上杉謙信女性説自体とは同義ではない。逆に、文献の解釈が分かれる謙信の死因についても「厠で脳溢血で倒れた」という、江戸時代の軍学者一人の論拠の乏しい仮説が、さも事実であるかのように一部で受け入れられてもいるが、その根拠となる文献は存在しない。

## 女性説の根拠

### ゴンザレス報告書
スペインのゴンザレスという人物が、日本についての調査報告書を国王フェリペ2世宛てに送った。トレドの僧院にはその報告書が残されており、その中の「黄金情報」というとじこみに「アイドのウエスゲはそのTIAの開発したサドの純金を沢山もっている」（「会津の上杉はその叔母（tia）が佐渡を開発して得た黄金をたくさん持っている）とあったという。この「叔母」は謙信のことであるとしている。

### 謙信と婦人病
謙信の死因は「大虫」である。松平忠明が記したとされる『当代記』の天正六年条には「此の春越後景虎卒去（年四十九）大虫と云々」と記載されている。八切は「大虫」について以下のように解説している。
- 『三省堂明解古語辞典』によると「大虫」は味噌の女言葉である。味噌は赤味噌を連想させ、月経の隠語として用いられた（逆に、月経の赤色のイメージから、赤味噌のことを隠語で「大虫」ともいう。「式亭三馬の浮世床にも『おめえんちの雑煮は大虫かい』と聞く表現がある」と八切は記している[2]）。ただし、八切は別の著書で「大虫」が月経そのものを指す言葉と解釈している[2]。
- 脳卒中説については一部で明確な根拠の無い「謙信は厠で脳卒中で倒れて亡くなった」というのがあるが、謙信は死の際「閑所で倒れた」と記されていて、これは『[甲陽軍鑑』(品第44)に「寅の三月九日に謙信閑所にて煩出し、五日煩い」とあるためであり、これを江戸時代の軍学者・宇佐美定祐が「厠で倒れた」と解釈したことから「厠で脳卒中を起こした」説を唱えたが、実際には当時、書斎や自室も含めて独りで静かに過ごす場所全般が「閑所」と呼ばれていたため、辞世の句が詠まれていることから考えて、厠で脳卒中で倒れて亡くなったとは考えにくく、筆記具がある書斎や自室で独りでいる際に強烈な腹痛に襲われ死を覚悟して時世の句を認めたと考える方が医者による正式な診断である「大虫による死亡」とも矛盾が無くより自然かつ合理的である。
- 大虫が月経や婦人病ではなく寄生虫のことではないか、という説もあり、この説が正しければ「謙信は月に一度決まった頃に腹痛で籠もっていた」とした記録や死因についても月経や婦人病ではなく、寄生虫による腸閉塞などで苦しんでいてたまたま月経のように見えるという理屈も一応は通る。

### 謙信の形容
当時、民衆の間で謙信のことを「男もおよばぬ大力無双」と歌った瞽女（ゴゼ）歌があったとされる。ただし、この歌詞が載っていたとされる長岡の瞽女頭・山本ゴイの唄本『越後瞽女屋敷・世襲山本ごい名』という本は、八切が点字本を確認していることを書き残しているが、現在見つかっていない。

### 生涯不犯の誓い
謙信は生涯不犯の誓いを立て、死ぬまでに一度も女性と夜を共にすることがなかったと言われる。現在その誓いが本当に守られたのかどうかを知る術はないが、史実として言えば個人の主義思想や性的嗜好とは関係なく世継ぎを持つことが重要な時代であり、山内上杉家の当主の立場としては避けられない使命であったにもかかわらず、一度も正室も側室も持たず実子もいなかった（養子は4人いた）。仮にそれが敬虔な仏教徒であるからという理由であるならば、兵を率いて最も禁じられている殺生をすることと、明らかに矛盾するのでは？という疑問が残る。

## 備考
上杉謙信の遺体は火葬されず、甲胄を着せたまま漆で固めた遺骸が残されているといわれている。明治9年（1876年）以降は上杉家廟所に安置されているということであるが、上杉家の意向で、今日まで一切の学術調査を受け入れていない。同家では遺骸を神聖なものとし、不可侵な信仰の対象としているためである。

## 創作作品

### 女性説を利用した作品
謙信が重要な役割を果たす作品
- 『竜虎抱擁』 - 小松左京の短編小説。「未来人が女性の謙信と武田信玄を見合いさせ、両者一体となって織田信長を押しつぶす」という、「もう一つの歴史」を描いている。
- 『魔空八犬伝』 - 石川賢の漫画。『南総里見八犬伝』を元にした作品だが、謙信が八犬士の一人（珠の文字は「信」）として登場している。また、第1巻のクライマックスは川中島の戦いであり、当巻後半の中心人物となっている。
なお、石川賢は女性説に対し、「戦国時代から存在している」、「権力に固執することがなかった」、「生涯、妻を娶らなかった」の3点をあげている[4]。
- 『雪花の虎』 - 東村アキコの漫画。
- 『軍神ちゃんとよばないで』 - 柳原満月の4コマ漫画。
- 『女人謙信』(文芸社文庫）篠綾子
- 『KAI OF THE TIGER ～武田信玄～』 - アフリカ座が2021年6月にマルチアングルLIVE配信専用演劇として上演・配信した演劇[5]。川中島の戦いで対決する武田信玄と上杉謙信を描いているが、謙信が女性とされている。若林美保が謙信を演じた[6]。

上記以外
- 『アクエリアンエイジ』 - かつて発売された戦国武将エキストラパックで、謙信のカードだけ女性を示すアイコンが使われた。その後のエキスパンションで再登場した際、絵柄も一目で女の子とわかるデザインになっている。
- 『戦国大戦』 - pixivにて開催されたイラストコンテストにて採用された女性の謙信が戦国数奇（BSS）1枚、宴カード2枚の計3枚が登場している（なお、男性の謙信も登場している）。
- 『戦国BASARA』 - 謙信を女性声優（朴璐美）が演じており外見も性別不詳である上、女文字と呼ばれるひらがなだけの台詞しか登場せず（ただしX、漫画版、アニメ版の字幕を除く）、部下の女忍者キャラクターとの交流が宝塚を彷彿させる演出となっているなど、女性説を意識していると思われる。また、対戦相手が男であるか女であるかで決めセリフの違うキャラクターが、謙信に対するときだけは男用セリフと女用セリフの両方が出るようになっている。
- 『信長の野望・天道』 - 歴史伝承イベントで謙信を女性として登場させられる。
- 『歴史大戦ゲッテンカ』 - 固定の武器・アイテムを装備させると女性に変身する。敵として登場する場合は、一定条件を満たすと女性に変身した姿で登場する。
- 『実況パワフルプロ野球2011』 - 戦国サクセスに登場。外見は性別不詳（ただし、武田信玄とのイベントにて、女性と思われる行動が見受けられる）。
- 『鬼武者Soul』 - 世界観のベースに女性説が採用されており、女性謙信が複数登場している（男性の謙信も登場している）。
- 『戦国ランス』 - 女武将として登場する。
- 『ぐんたま～軍師の魂～』 - ストーリーのメインに登場するのは男性謙信だが、限定ガチャで女性版も登場した。
- 『戦国無双』クロニクル3の茶室イベント「まんじゅう事件」に「謙信を、女の子ではと言う者もいるが」というセリフがある。
- 『ぐだぐだエース』 - ランサーのサーヴァントとして登場。真名は謙信ではなく初名の長尾景虎。
- 『Fate/Grand Order』- 期間限定イベント「ぐだぐだファイナル本能寺2019 オール信長総進撃」開催に伴いランサーのサーヴァントとして実装、デザイン・設定は『ぐだぐだエース』とほぼ同様、レアリティは星4、本イベントの報酬であった。

### その他
- 女性としてのキャラではないが、NHK大河ドラマ『風林火山』で謙信役のGACKTが「女性説があるという人物像を感じさせるような演技をしたい。髪を伸ばして役に臨んだことは、そのためもある。」との趣旨の発言をしている[7]。
- 作品ではないが、米沢上杉まつりの「上杉軍団行列」の謙信役について、2024年から公募の性別規定を廃止し、2025年には女性モデルの五十嵐幸子が女性初の謙信役に選ばれた[8]。